# John Braham

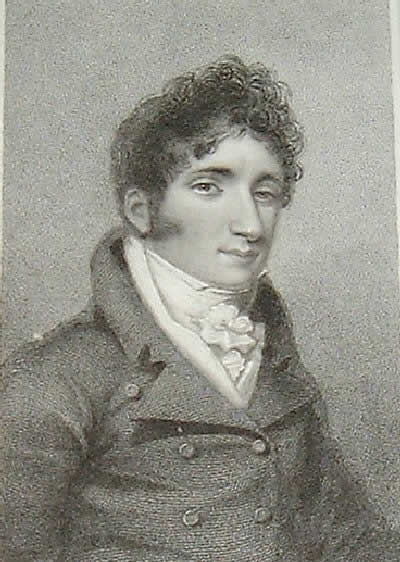
John Braham als Lord Aimworth, Stahlstich von Thomson/Foster, 1818

John Braham, eigentlich Abraham Braham (geboren 20. März 1774 in London; gestorben 17. Februar 1856 ebenda) war ein englischer Opernsänger (Tenor) und Komponist.

## Leben
Braham, der früh Waise wurde, erhielt seine Ausbildung durch seinen Onkel, den Tenor Michael Leoni. Zu Ehren seines Lehrers sang er 1787 zum ersten Mal in der Covent Garden Opera. Nach seiner weiteren Ausbildung durch den Kastraten Venanzio Rauzzini in Bath arbeitete er zunächst als Klavierlehrer. Ab 1794 arbeitet er wieder als Sänger und wurde 1796 von Stephen Storace ans Drury Lane Theatre engagiert. Dort debütierte er in der Oper Mahmoud. Nachdem er in London auch mit italienischen Opern erfolgreich war, ging er 1798 mit der Sopranistin Nancy Storace nach Italien. Dort trat er in Florenz, Mailand, Genua, Livorno, Venedig und Triest auf. In Genua erhielt er Kompositionsunterricht bei G. Isola. 1799 wirkten beide an der Mailänder Scala in der Uraufführung der Oper Il Ritratto von Niccolò Antonio Zingarelli mit. 1800 ging er nach Hamburg und kehrte 1801 nach England zurück.
1801 debütierte er an der Covent Garden Opera in der Oper The Chains of the Heart von Joseph Mazzinghi und William Reeve, und sang danach auch am Lyceum Theatre und am Her Majesty’s Theatre. Bei seinen Konzerten in England fiel er unter anderem auch durch eigene Kompositionen auf, die er auf seine persönlichen gesanglichen Fähigkeiten zuschnitt. 
In London wirkte er unter anderem an der englischen Erstaufführung des Freischütz mit und sang bei der Uraufführung von Oberon die Partie des Huon, die Weber eigens für ihn anfertigte. 1816 heiratete er Frances Elisabeth Bolton, mit der er sechs Kinder hatte. Drei seiner Söhne wurden Sänger, seine Tochter Frances wurde eine bekannte Gesellschafterin im viktorianischen England.
Mit fortschreitendem Alter wurde seine Stimme tiefer, weshalb er später auch die Titelrollen von Rossinis Wilhelm Tell und Mozarts Don Giovanni sang.
Im März 1852 trat er ein letztes Mal öffentlich auf und starb vier Jahre später in London.

## Werke
Die folgende Liste ist unvollständig und beinhaltet Eigenkompositionen, Kollaborationen mit anderen Komponisten sowie Einlegearien zu präexistenten Werken.
- The Cabinet (1802)
- Family Quarrels (1802)
- The English Fleet in 1342 (1803)
- Thirty Thousand, or Who's the richest? (1804)
- Out of Place, or The Lake of Lausanne (1805)
- False Alarms, or My Cousin (1807)
- Kais, or The Love in a Desert (1808)
- The Americans (1812)
- Narensky, or The Road to Yaroslav (1814)
- Zuma, or The Three of Health (1818)
- The death of Weber (1826), für Stimme und Klavier[3]
- Isidore de Merida, or The Devil's Creek (1827)
- The Taming of the Shrew (1828)